# 涅溫諾梅斯克
涅溫諾梅斯克（俄语：Невинномы́сск）是俄羅斯斯塔夫羅波爾邊疆區西部的一個城市，位於區府斯塔夫羅波爾以南54公里庫班河畔。2002年人口132,141人。
1825年建立。1939年建市。